# Joël Favreau
Pour les articles homonymes, voir Favreau.
Joël Favreau, né le 2 octobre 1939 à Paris, est un auteur-compositeur interprète guitariste français.

## Biographie
Après avoir été musicien de la chanteuse Colette Chevrot, il a fait carrière comme guitariste accompagnateur de Georges Brassens (à partir de 1972), qui lui demanda de l'accompagner par des contre-chants lors des enregistrements de disques, et lors de ses apparitions à la télévision. Il est aussi guitariste de Georges Moustaki, d'Yves Duteil et de Maxime Le Forestier. Il chantait parfois à leur demande une ou deux de ses chansons lors des concerts de ces deux derniers, et enregistra un premier album sur leur suggestion. Ses chansons sont souvent très structurées, comme La souris a peur du chat :
La souris a peur du chat ;
Le chat a peur du molosse ;
Et le chien a peur du gosse ;
Qui a peur de son papa.
La chaîne continue ainsi, le papa ayant peur du policier, qui lui-même a peur de son chef, qui lui-même a peur de sa femme qui de son côté a peur des souris. Et c'est ainsi que le monde tourne rond, comme en conclut la chanson. 
Il a enregistré quatre albums de ses chansons et deux albums de reprises de Georges Brassens, sous le nom de Salut Brassens, en duo avec Jean-Jacques Franchin à l'accordéon, publiés sous le label Le Chant du Monde. Un troisième album, Brassens autour du monde a été enregistré au Liban, au Bénin, en Nouvelle-Calédonie et en Afghanistan, avec des musiciens locaux.
Un nouvel album de ses chansons, intitulé Neuf, produit par Le sourire du Chat, orchestré par son fils Lucien Favreau a donné lieu à un concert au Café de la Danse, et partout en France. On y trouve entre autres Le Marché a su réagir, critique désabusée d'oppositions inattendues à trois changements sociétaux.
Le duo « Salut Brassens », avec maintenant Rodrigue Fernandès à l'accordéon, tourne aujourd'hui dans le monde entier.
Joël Favreau est en outre membre du comité de parrainage de la Coordination pour l'éducation à la non-violence et à la paix.

## Livres
Il est l'auteur du livre Quelques notes avec Brassens, publié par l'éditeur l'Archipel en 2017, dans lequel il fournit un récit des années passées comme guitariste de Georges Brassens.